# 2001年—2010年載人航天飛行列表
這是一個2001年－2010年的完整載人航天飛行列表，其中包括後間的和平號空間站、太空梭計畫及國際空間站的開始。
- 紅色 表示飛行失敗。
- 綠色 表示亞軌道飛行。

| #   | 機組人員 | 發射                                             | 連接                                             | 連接                                             | 返回                                             | 任務簡述 |
| --- | --- | ------------------------------------------------ | ------------------------------------------------ | ------------------------------------------------ | ------------------------------------------------ | --- |
| 224 | 肯尼斯·科克雷尔 (4) 马克·波兰斯基 (1) 罗伯特·科宾 (2) 玛莎·埃文斯 (5) 托馬斯·大衛·瓊斯 (4)                                        | 2001年2月7日 STS-98, 亞特蘭提斯號太空梭          | 国际空间站                                       | 国际空间站                                       | 2001年2月20日 STS-98, 亞特蘭提斯號太空梭         | 国际空间站组装 and supply. Delivery of 命运号实验舱.                                                                                 |
| 225 | 吉姆·韦瑟比 (5) 詹姆斯·M·凯利 (1) 安德鲁·托马斯 (3) 保罗·理查兹                                                                   | 2001年3月8日 STS-102, 發現號太空梭               | 国际空间站                                       | 国际空间站                                       | 2001年3月21日 STS-102, 發現號太空梭              | ISS crew rotation, outfitting and resupply.                                                                                          |
| 225 | 尤里·乌萨切夫 (4) 詹姆斯·沃斯 (5) 蘇珊·珍·赫爾姆斯 (5)                                                                            | 2001年3月8日 STS-102, 發現號太空梭               | 国际空间站 (遠征2)                               | 国际空间站 (遠征2)                               | 2001年8月22日 STS-105, 發現號太空梭              | ISS crew rotation, outfitting and resupply.                                                                                          |
| 226 | 肯特·罗明杰 (5) 杰弗里·阿什比 (2) 斯科特·帕拉津斯基 (4) 约翰·菲利普斯 (1) 克里斯·哈德菲爾 (2) 翁贝托·圭多尼 (2) 尤里·隆恰科夫 (1) | 2001年4月19日 STS-100, 奮進號太空梭              | 国际空间站                                       | 国际空间站                                       | 2001年5月1日 STS-100, 奮進號太空梭               | 國際空間站輪換和補給: 部署Canadarm2 robotic arm。首個加拿大EVA。                                                                     |
| 227 | 塔尔加特·穆萨巴耶夫 (3) 尤里·米哈伊洛维奇·巴图林 (2) 丹尼斯·蒂托                                                                  | 2001年4月29日 联盟TM-32                          | 国际空间站                                       | 国际空间站                                       | 2001年5月5日 联盟TM-31                           | First paying space tourist (Tito).                                                                                                   |
| 228 | 史蒂夫·林赛 (3) 查尔斯·霍伯格 (1) 迈克尔·格恩哈特 (4) 詹姆斯·莱利 (2) 珍妮特·卡万迪 (3)                                           | 2001年7月12日 STS-104, 亞特蘭提斯號太空梭        | 国际空间站                                       | 国际空间站                                       | 2001年7月24日 STS-104, 亞特蘭提斯號太空梭        | 国际空间站组装 and maintenance: delivery of 寻求号气密舱                                                                             |
| 229 | 斯科特·赫罗威兹 (4) 弗雷德里克·斯托考 (2) 丹尼尔·T·巴里 (3) 帕特里克·福里斯特 (1)                                                 | 2001年8月10日 STS-105, 發現號太空梭              | 国际空间站                                       | 国际空间站                                       | 2001年8月22日 STS-105, 發現號太空梭              | 國際空間站機組人員輪換、裝備和補給。                                                                                                 |
| 229 | 弗兰克·卡伯特森 (3) 弗拉基米尔·杰茹罗夫 (2) 米哈伊尔·秋林 (1)                                                                     | 2001年8月10日 STS-105, 發現號太空梭              | 国际空间站 (遠征3)                               | 国际空间站 (遠征3)                               | 2001年12月17日 STS-108, 奮進號太空梭             | 國際空間站機組人員輪換、裝備和補給。                                                                                                 |
| 230 | 维克托·米哈伊洛维奇·阿法纳西耶夫 (4) 康斯坦丁·科泽耶夫 克洛迪·艾涅尔 (2)                                                          | 2001年10月21日 联盟TM-33                         | 国际空间站                                       | 国际空间站                                       | 2001年10月31日 联盟TM-32                         | |
| 231 | 多米尼克·普德维尔·格里 (3) 马克·凯利 (1) 琳达·戈德温 (4) 丹尼尔·塔尼 (1)                                                          | 2001年12月5日 STS-108, 奮進號太空梭              | 国际空间站                                       | 国际空间站                                       | 2001年12月17日 STS-108, 奮進號太空梭             | 國際空間站機組人員輪換、裝備和補給。                                                                                                 |
| 231 | 尤里·奥努夫里恩科 (2) 卡尔·沃尔兹 (4) 丹尼尔·博斯奇 (4)                                                                           | 2001年12月5日 STS-108, 奮進號太空梭              | 国际空间站 (遠征4)                               | 国际空间站 (遠征4)                               | 2002年6月19日 STS-111, 奮進號太空梭              | 國際空間站機組人員輪換、裝備和補給。                                                                                                 |
| 232 | 史葛·阿特曼 (3) 杜安·G·凯里 约翰·格伦斯菲尔德 (4) 南希·柯里 (4) 詹姆斯·纽曼 (4) 理查德·林奈 (3) 邁克爾·馬西莫諾 (1)               | 2002年3月1日 STS-109, 哥倫比亞號太空梭           | 2002年3月1日 STS-109, 哥倫比亞號太空梭           | 2002年3月12日 STS-109, 哥倫比亞號太空梭          | 2002年3月12日 STS-109, 哥倫比亞號太空梭          | 哈勃空间望远镜维修任务. |
| 233 | 迈克尔·布卢姆菲尔德 (3) 史蒂芬·弗里克 (1) 杰瑞·罗斯 (7) 史蒂文·史密斯 (4) 艾伦·奥乔亚 (4) 李·莫林 (1) 雷克斯·沃尔海姆 (1)         | 2002年4月8日 STS-110, 亞特蘭提斯號太空梭         | 国际空间站                                       | 国际空间站                                       | 2002年4月19日 STS-110, 亞特蘭提斯號太空梭        | 国际空间站组装 and supply. |
| 234 | 尤里·吉德津科 (3) 罗伯托·维托里 (1) 马克·沙特尔沃思                                                                               | 2002年4月25日 联盟TM-34                          | 国际空间站                                       | 国际空间站                                       | 2002年5月5日 联盟TM-33                           | First South African in space (Shuttleworth). Second space tourist (Shuttleworth).                                                    |
| 235 | 肯尼斯·科克雷尔 (5) 保罗·洛克哈特 (1) 張福林 (7) 菲利普·佩林                                                                      | 2002年6月5日 STS-111, 奮進號太空梭               | 国际空间站                                       | 国际空间站                                       | 2002年6月19日 STS-111, 奮進號太空梭              | 國際空間站機組人員輪換、裝備和補給。                                                                                                 |
| 235 | 瓦列里·科尔尊 (2) 谢尔盖·特列晓夫 佩吉·惠特森 (1)                                                                                 | 2002年6月5日 STS-111, 奮進號太空梭               | 国际空间站 (遠征5)                               | 国际空间站 (遠征5)                               | 2002年12月7日 STS-113, 奮進號太空梭              | 國際空間站機組人員輪換、裝備和補給。                                                                                                 |
| 236 | 杰弗里·阿什比 (3) 帕梅拉·梅尔罗伊 (2) 大卫·沃夫 (3) 皮尔斯·塞勒斯 (1) 桑德拉·马格努斯 (1) 费奥多尔·尤尔奇欣 (1)                   | 2002年10月7日 STS-112, 亞特蘭提斯號太空梭        | 国际空间站                                       | 国际空间站                                       | 2002年10月18日 STS-112, 亞特蘭提斯號太空梭       | 国际空间站组装, maintenance and supply.                                                                                              |
| 237 | 谢尔盖·扎廖京 (2) 尤里·隆恰科夫 (2) 弗兰克·德·温纳 (1)                                                                            | 2002年10月29日 联盟TMA-1                         | 国际空间站                                       | 国际空间站                                       | 2002年11月10日 联盟TM-34                         | |
| 238 | 吉姆·韦瑟比 (6) 保罗·洛克哈特 (2) 迈克尔·洛佩斯·阿莱格里亚 (3) 约翰·赫林顿                                                        | 2002年11月23日 STS-113, 奮進號太空梭             | 国际空间站                                       | 国际空间站                                       | 2002年12月7日 STS-113, 奮進號太空梭              | 国际空间站组装, crew rotation and supply.                                                                                            |
| 238 | 肯·鲍尔索克斯 (5) 唐納德·佩蒂特 (1) 尼古拉·布达林 (3)                                                                             | 2002年11月23日 STS-113, 奮進號太空梭             | 国际空间站 (远征6)                               | 国际空间站 (远征6)                               | 2003年5月4日 联盟TMA-1                           | 国际空间站组装, crew rotation and supply.                                                                                            |
| 239 | 里克·赫斯本德 (2) 威廉·麦库尔 大卫·布朗 卡尔帕娜·乔拉 (2) 迈克尔·安德森 (2) 劳雷尔·克拉克 伊兰·拉蒙                               | 2003年1月16日 STS-107, 哥倫比亞號太空梭          | 2003年1月16日 STS-107, 哥倫比亞號太空梭          | 2003年2月1日 STS-107, 哥倫比亞號太空梭           | 2003年2月1日 STS-107, 哥倫比亞號太空梭           | Microgravity and Earth science research. First Israeli in space (Ramon). 哥伦比亚号航天飞机灾难                                      |
| 240 | 尤里·马连琴科 (3) 盧傑 (3) | 2003年4月25日 联盟TMA-2                          | 国际空间站 (远征7)                               | 国际空间站 (远征7)                               | 2003年10月27日 联盟TMA-2                         | 国际空间站机组人员轮换。 |
| 241 | 杨利伟 | 2003年10月15日 神舟五号                          | 2003年10月15日 神舟五号                          | 2003年10月15日 神舟五号                          | 2003年10月15日 神舟五号                          | First human spaceflight of the People's Republic of China.                                                                           |
| 242 | 佩德罗·杜克 (2) | 2003年10月18日 联盟TMA-3                         | 国际空间站                                       | 国际空间站                                       | 2003年10月27日 联盟TMA-2                         | 国际空间站机组人员轮换。 |
| 242 | 亚历山大·卡列里 (4) 迈克尔·福奥勒 (6)                                                                                             | 2003年10月18日 联盟TMA-3                         | 国际空间站 (远征8)                               | 国际空间站 (远征8)                               | 2004年4月29日 联盟TMA-3                          | 国际空间站机组人员轮换。 |
| 243 | 安德烈·库佩斯 (1) | 2004年4月19日 联盟TMA-4                          | 国际空间站                                       | 国际空间站                                       | 2004年4月29日 联盟TMA-3                          | 国际空间站机组人员轮换。 |
| 243 | 根纳季·帕达尔卡 (2) 迈克尔·芬克 (1)                                                                                               | 2004年4月19日 联盟TMA-4                          | 国际空间站 (远征9)                               | 国际空间站 (远征9)                               | 2004年10月24日 联盟TMA-4                         | 国际空间站机组人员轮换。 |
| 244 | Mike Melvill (1) | 2004年6月21日 SpaceShipOne flight 15P, 太空船1號 | 2004年6月21日 SpaceShipOne flight 15P, 太空船1號 | 2004年6月21日 SpaceShipOne flight 15P, 太空船1號 | 2004年6月21日 SpaceShipOne flight 15P, 太空船1號 | First human spaceflight of commercial spaceship.                                                                                     |
| 245 | Mike Melvill (2) | 2004年9月29日 SpaceShipOne flight 16P, 太空船1號 | 2004年9月29日 SpaceShipOne flight 16P, 太空船1號 | 2004年9月29日 SpaceShipOne flight 16P, 太空船1號 | 2004年9月29日 SpaceShipOne flight 16P, 太空船1號 | 安薩里X大獎 flight #1. |
| 246 | Brian Binnie | 2004年10月4日 SpaceShipOne flight 17P, 太空船1號 | 2004年10月4日 SpaceShipOne flight 17P, 太空船1號 | 2004年10月4日 SpaceShipOne flight 17P, 太空船1號 | 2004年10月4日 SpaceShipOne flight 17P, 太空船1號 | 安薩里X大獎 flight #2, winning the prize.                                                                                            |
| 247 | 尤里·沙尔金 | 2004年10月14日 联盟TMA-5                         | 国际空间站                                       | 国际空间站                                       | 2004年10月24日 联盟TMA-4                         | 国际空间站机组人员轮换。 |
| 247 | 萨利占·沙里波夫 (2) 焦立中 (4) | 2004年10月14日 联盟TMA-5                         | 国际空间站 (远征10)                              | 国际空间站 (远征10)                              | 2005年4月24日 联盟TMA-5                          | 国际空间站机组人员轮换。 |
| 248 | 罗伯托·维托里 (2) | 2005年4月15日 联盟TMA-6                          | 国际空间站                                       | 国际空间站                                       | 2005年4月24日 联盟TMA-5                          | 国际空间站机组人员轮换。 |
| 248 | 谢尔盖·康斯坦丁诺维奇·克里卡廖夫 (6) 约翰·菲利普斯 (2)                                                                            | 2005年4月15日 联盟TMA-6                          | 国际空间站 (远征11)                              | 国际空间站 (远征11)                              | 2005年10月11日 联盟TMA-6                         | 国际空间站机组人员轮换。 |
| 249 | 艾琳·科林斯 (4) 詹姆斯·M·凯利 (2) 史蒂芬·罗宾逊 (3) 安德鲁·托马斯 (4) 威迪·劳伦斯 (4) 查尔斯·卡马尔达 野口聪一 (1)                | 2005年7月26日 STS-114, 發現號太空梭              | 国际空间站                                       | 国际空间站                                       | 2005年8月9日 STS-114, 發現號太空梭               | First "Return to Flight" Space Shuttle mission after the loss of 哥倫比亞號太空梭. 国际空间站组装 and supply.                        |
| 250 | 格雷戈里·奥尔森 | 2005年10月1日 联盟TMA-7                          | 国际空间站                                       | 国际空间站                                       | 2005年10月11日 联盟TMA-6                         | 国际空间站机组人员轮换。 Third space tourist (Olsen).                                                                                |
| 250 | 瓦列里·托卡列夫 (2) 威廉·麦克阿瑟 (4)                                                                                             | 2005年10月1日 联盟TMA-7                          | 国际空间站 (远征12)                              | 国际空间站 (远征12)                              | 2006年4月8日 联盟TMA-7                           | 国际空间站机组人员轮换。 Third space tourist (Olsen).                                                                                |
| 251 | 费俊龙 (1) 聂海胜 (1) | 2005年10月12日 神舟六号                          | 2005年10月12日 神舟六号                          | 2005年10月16日 神舟六号                          | 2005年10月16日 神舟六号                          | Second human spaceflight of the People's Republic of China.                                                                          |
| 252 | 馬可斯·龐特斯 | 2006年3月30日 联盟TMA-8                          | 国际空间站 (Missão Centenário)                   | 国际空间站 (Missão Centenário)                   | 2006年4月8日 联盟TMA-7                           | 国际空间站机组人员轮换。 First Brazilian in space (Pontes).                                                                          |
| 252 | 帕维尔·维诺格拉多夫 (2) 杰弗里·威廉姆斯 (2)                                                                                       | 2006年3月30日 联盟TMA-8                          | 国际空间站 (远征13)                              | 国际空间站 (远征13)                              | 2006年9月29日 联盟TMA-8                          | 国际空间站机组人员轮换。 First Brazilian in space (Pontes).                                                                          |
| 253 | 史蒂夫·林赛 (4) 马克·凯利 (2) 迈克尔·佛苏姆 (1) 皮尔斯·塞勒斯 (2) 莉薩·諾瓦克 斯蒂芬妮·威尔逊 (1)                                 | 2006年7月4日 STS-121, 發現號太空梭               | 国际空间站                                       | 国际空间站                                       | 2006年7月17日 STS-121, 發現號太空梭              | ISS crew rotation and supply. Safety and repair system testing. First long-duration ISS mission by an 欧洲空间局 astronaut (Reiter). |
| 253 | 托马斯·莱特尔 (2) | 2006年7月4日 STS-121, 發現號太空梭               | 国际空间站 (远征13/远征14)                       | 国际空间站 (远征13/远征14)                       | 2006年12月22日 STS-116, 發現號太空梭             | ISS crew rotation and supply. Safety and repair system testing. First long-duration ISS mission by an 欧洲空间局 astronaut (Reiter). |
| 254 | 小布伦特·杰特 (4) 克里斯托弗·弗格森 (1) 约瑟夫·坦纳 (4) 丹尼尔·伯班克 (2) 海德玛丽·斯特凡尼斯海宁-皮珀 (1) 史蒂夫·麦克莱恩 (2)    | 2006年9月9日 STS-115, 亞特蘭提斯號太空梭         | 国际空间站                                       | 国际空间站                                       | 2006年9月21日 STS-115, 亞特蘭提斯號太空梭        | Resumption of 国际空间站 assembly. First Canadian to operate Canadarm2. Delivery of the second set of solar arrays and batteries.    |
| 255 | 阿努什·安萨里 | 2006年9月18日 联盟TMA-9                          | 国际空间站                                       | 国际空间站                                       | 2006年9月29日 联盟TMA-8                          | 国际空间站机组人员轮换。 First female 太空游客 (Ansari). First 波斯人 in space (Ansari).                                             |
| 255 | 米哈伊尔·秋林 (2) 迈克尔·洛佩斯·阿莱格里亚 (4)                                                                                    | 2006年9月18日 联盟TMA-9                          | 国际空间站 (远征14)                              | 国际空间站 (远征14)                              | 2007年4月21日 联盟TMA-9                          | 国际空间站机组人员轮换。 First female 太空游客 (Ansari). First 波斯人 in space (Ansari).                                             |
| 256 | 马克·波兰斯基 (2) 威廉·奧費萊恩 罗伯特·科宾 (3) 琼·希金博瑟姆 尼古拉斯·帕特里克 (1) 克里斯特·富格莱桑 (1)                         | 2006年12月10日 STS-116, 發現號太空梭             | 国际空间站                                       | 国际空间站                                       | 2006年12月22日 STS-116, 發現號太空梭             | ISS crew rotation and assembly First 瑞典 in space (克里斯特·富格莱桑)                                                               |
| 256 | 蘇妮塔·威廉斯 (1) | 2006年12月10日 STS-116, 發現號太空梭             | 国际空间站 (远征14/远征15)                       | 国际空间站 (远征14/远征15)                       | 2007年6月22日 STS-117, 亞特蘭提斯號太空梭        | ISS crew rotation and assembly First 瑞典 in space (克里斯特·富格莱桑)                                                               |
| 257 | 查尔斯·西蒙尼 (1) | 2007年4月7日 联盟TMA-10                          | 国际空间站                                       | 国际空间站                                       | 2007年4月21日 联盟TMA-9                          | 国际空间站机组人员轮换。 Space tourist flight. (Fifth space tourist and the second Hungarian, Simonyi, in space)                     |
| 257 | 奥列格·科托夫 (1) 费奥多尔·尤尔奇欣 (2)                                                                                           | 2007年4月7日 联盟TMA-10                          | 国际空间站 (远征15)                              | 国际空间站 (远征15)                              | 2007年10月21日 联盟TMA-10                        | 国际空间站机组人员轮换。 Space tourist flight. (Fifth space tourist and the second Hungarian, Simonyi, in space)                     |
| 258 | 弗雷德里克·斯托考 (3) 李·阿尔尚博 (1) 帕特里克·福里斯特 (2) 史蒂文·斯旺森 (1) 约翰·奥利瓦斯 (1) 詹姆斯·莱利 (3)                   | 2007年6月8日 STS-117, 亞特蘭提斯號太空梭         | 国际空间站                                       | 国际空间站                                       | 2007年6月22日 STS-117, 亞特蘭提斯號太空梭        | ISS crew rotation and assembly |
| 258 | 克莱顿·安德森 (1) | 2007年6月8日 STS-117, 亞特蘭提斯號太空梭         | 国际空间站 (远征15/远征16)                       | 国际空间站 (远征15/远征16)                       | 2007年11月7日 STS-120, 發現號太空梭              | ISS crew rotation and assembly |
| 259 | 史考特·凱利 (2) 查尔斯·霍伯格 (2) 特雷西·考德威尔·戴森 (1) 理查德·马斯特拉基奥 (2) 芭芭拉·摩根 阿尔文·德鲁 (1) 戴维兹·威廉斯 (2)  | 2007年8月8日 STS-118, 奮進號太空梭               | 国际空间站                                       | 国际空间站                                       | 2007年8月21日 STS-118, 奮進號太空梭              | 国际空间站组装 |
| 260 | 谢赫·穆扎法尔·舒库尔 | 2007年10月10日 联盟TMA-11                        | 国际空间站                                       | 国际空间站                                       | 2007年10月21日 联盟TMA-10                        | 国际空间站机组人员轮换。 First 马来西亚n in space (谢赫·穆扎法尔·舒库尔). First female ISS commander (Whitson).                      |
| 260 | 尤里·马连琴科 (4) 佩吉·惠特森 (2)                                                                                                 | 2007年10月10日 联盟TMA-11                        | 国际空间站 (远征16)                              | 国际空间站 (远征16)                              | 2008年4月19日 联盟TMA-11                         | 国际空间站机组人员轮换。 First 马来西亚n in space (谢赫·穆扎法尔·舒库尔). First female ISS commander (Whitson).                      |
| 261 | 帕梅拉·梅尔罗伊 (3) 乔治·扎木喀 (1) 斯科特·帕拉津斯基 (5) 斯蒂芬妮·威尔逊 (2) 道格·惠洛克 (1) 保羅·內斯波利 (1)                   | 2007年10月23日 STS-120, 發現號太空梭             | 国际空间站                                       | 国际空间站                                       | 2007年11月7日 STS-120, 發現號太空梭              | ISS crew rotation and assembly |
| 261 | 丹尼尔·塔尼 (2) | 2007年10月23日 STS-120, 發現號太空梭             | 国际空间站 (远征16)                              | 国际空间站 (远征16)                              | 2008年2月20日 STS-122, 亞特蘭提斯號太空梭        | ISS crew rotation and assembly |
| 262 | 史蒂芬·弗里克 (2) 艾伦·波因德克斯特 (1) 利兰·梅尔文 (1) 雷克斯·沃尔海姆 (2) 斯坦利·洛夫 汉斯·施勒格尔 (2)                         | 2008年2月7日 STS-122, 亞特蘭提斯號太空梭         | 国际空间站                                       | 国际空间站                                       | 2008年2月20日 STS-122, 亞特蘭提斯號太空梭        | ISS crew rotation and assembly |
| 262 | 利奥波德·埃亚尔茨 (2) | 2008年2月7日 STS-122, 亞特蘭提斯號太空梭         | 国际空间站 (远征16)                              | 国际空间站 (远征16)                              | 2008年3月27日 STS-123, 奮進號太空梭              | ISS crew rotation and assembly |
| 263 | 多米尼克·普德维尔·格里 (4) 格里高利·约翰逊 (1) 罗伯特·本肯 (1) 迈克尔·弗尔曼 (1) 理查德·林奈 (4) 土井隆雄 (2)                     | 2008年3月11日 STS-123, 奮進號太空梭              | 国际空间站                                       | 国际空间站                                       | 2008年3月27日 STS-123, 奮進號太空梭              | ISS crew rotation and assembly |
| 263 | 加勒特·里斯曼 (1) | 2008年3月11日 STS-123, 奮進號太空梭              | 国际空间站 (远征16/远征17)                       | 国际空间站 (远征16/远征17)                       | 2008年6月14日 STS-124, 發現號太空梭              | ISS crew rotation and assembly |
| 264 | 李素妍 | 2008年4月8日 联盟TMA-12                          | 国际空间站                                       | 国际空间站                                       | 2008年4月19日 联盟TMA-11                         | 国际空间站机组人员轮换。 First South Korean in space (Yi) First second-generation cosmonaut (Volkov).                                |
| 264 | 谢尔盖·亚历山德罗维奇·沃尔科夫 (1) 奥列格·科诺年科 (1)                                                                            | 2008年4月8日 联盟TMA-12                          | 国际空间站 (远征17)                              | 国际空间站 (远征17)                              | 2008年10月24日 联盟TMA-12                        | 国际空间站机组人员轮换。 First South Korean in space (Yi) First second-generation cosmonaut (Volkov).                                |
| 265 | 马克·凯利 (3) 肯尼斯·汉姆 (1) 凯伦·尼伯格 (1) 小罗纳德·加兰 (1) 迈克尔·佛苏姆 (2) 星出彰彥 (1)                                    | 2008年5月31日 STS-124, 發現號太空梭              | 国际空间站                                       | 国际空间站                                       | 2008年6月14日 STS-124, 發現號太空梭              | 国际空间站组装 and crew rotation Delivery of Kibo 希望號實驗艙                                                                       |
| 265 | 格雷戈里·查米托夫 (1) | 2008年5月31日 STS-124, 發現號太空梭              | 国际空间站 (远征17/远征18)                       | 国际空间站 (远征17/远征18)                       | 2008年11月30日 STS-126, 奮進號太空梭             | 国际空间站组装 and crew rotation Delivery of Kibo 希望號實驗艙                                                                       |
| 266 | 翟志剛 (1) 劉伯明 (1) 景海鹏 (1)                                                                                                  | 2008年9月25日 神舟七号                           | 2008年9月25日 神舟七号                           | 2008年9月28日 神舟七号                           | 2008年9月28日 神舟七号                           | Third human spaceflight and first spacewalk for China.                                                                               |
| 267 | 理查·蓋瑞特 | 2008年10月12日 联盟TMA-13                        | 国际空间站                                       | 国际空间站                                       | 2008年10月24日 联盟TMA-12                        | 国际空间站机组人员轮换。 |
| 267 | 尤里·隆恰科夫 (3) 迈克尔·芬克 (2)                                                                                                 | 2008年10月12日 联盟TMA-13                        | 国际空间站 (远征18)                              | 国际空间站 (远征18)                              | 2009年4月8日 联盟TMA-13                          | 国际空间站机组人员轮换。 |
| 268 | 克里斯托弗·弗格森 (2) 埃里克·鲍伊 (1) 唐納德·佩蒂特 (2) 斯蒂芬·鲍恩 (1) 海德玛丽·斯特凡尼斯海宁-皮珀 (2) 羅伯特·金布羅 (1)        | 2008年11月15日 STS-126, 奮進號太空梭             | 国际空间站                                       | 国际空间站                                       | 2008年11月30日 STS-126, 奮進號太空梭             | ISS logistics and crew rotation |
| 268 | 桑德拉·马格努斯 (2) | 2008年11月15日 STS-126, 奮進號太空梭             | 国际空间站 (远征18)                              | 国际空间站 (远征18)                              | 2009年3月29日 STS-119, 發現號太空梭              | ISS logistics and crew rotation |
| 269 | 李·阿尔尚博 (2) 多米尼克·安东内利 (1) 约瑟夫·M·阿卡巴 (1) 史蒂文·斯旺森 (2) 理查德·阿诺德 (1) 约翰·菲利普斯 (3)                   | 2009年3月15日 STS-119, 發現號太空梭              | 国际空间站                                       | 国际空间站                                       | 2009年3月29日 STS-119, 發現號太空梭              | Delivery of final solar power generation module and crew rotation                                                                    |
| 269 | 若田光一 (3) | 2009年3月15日 STS-119, 發現號太空梭              | 国际空间站 (远征18/远征19/远征20)                | 国际空间站 (远征18/远征19/远征20)                | 2009年7月31日 STS-127, 奮進號太空梭              | Delivery of final solar power generation module and crew rotation                                                                    |
| 270 | 查尔斯·西蒙尼 (2) | 2009年3月26日 联盟TMA-14                         | 国际空间站                                       | 国际空间站                                       | 2009年4月8日 联盟TMA-13                          | 国际空间站机组人员轮换。 |
| 270 | 根纳季·帕达尔卡 (3) 迈克尔·巴勒特 (1)                                                                                             | 2009年3月26日 联盟TMA-14                         | 国际空间站 (远征19/远征20)                       | 国际空间站 (远征19/远征20)                       | 2009年10月11日 联盟TMA-14                        | 国际空间站机组人员轮换。 |
| 271 | 史葛·阿特曼 (4) 葛列格里·莊遜 米高·活特 (1) 美瑾·麥克亞瑟 (1) 约翰·格伦斯菲尔德 (5) 邁克爾·馬西莫諾 (2) 安德魯‧福斯泰 (1)         | 2009年5月11日 STS-125, 亞特蘭提斯號太空梭        | 2009年5月11日 STS-125, 亞特蘭提斯號太空梭        | 2009年5月24日 STS-125, 亞特蘭提斯號太空梭        | 2009年5月24日 STS-125, 亞特蘭提斯號太空梭        | 哈勃空间望远镜维修任务4 |
| 272 | 罗曼·罗曼年科 (1) 弗兰克·德·温纳 (2) 罗伯特·瑟斯克 (2)                                                                            | 2009年5月27日 联盟TMA-15                         | 国际空间站 (远征20/远征21)                       | 国际空间站 (远征20/远征21)                       | 2009年12月1日 联盟TMA-15                         | 国际空间站机组人员轮换。 |
| 273 | 马克·波兰斯基 (3) 道格拉斯·赫爾利 (1) 克里斯托弗·卡西迪 (1) 托馬斯·馬什本 (1) 大卫·沃夫 (4) 朱莉·帕耶特 (2)                       | 2009年7月15日 STS-127, 奮進號太空梭              | 国际空间站                                       | 国际空间站                                       | 2009年7月31日 STS-127, 奮進號太空梭              | Delivery of Japanese exposed facility and crew rotation                                                                              |
| 273 | 蒂莫西·卡帕 (1) | 2009年7月15日 STS-127, 奮進號太空梭              | 国际空间站 (远征20)                              | 国际空间站 (远征20)                              | 2009年9月11日 STS-128, 發現號太空梭              | Delivery of Japanese exposed facility and crew rotation                                                                              |
| 274 | 弗雷德里克·斯托考 (4) 凯文·福特 (1) 帕特里克·福里斯特 (3) 何塞·莫雷诺·埃尔南德斯 约翰·奥利瓦斯 (2) 克里斯特·富格莱桑 (2)          | 2009年8月28日 STS-128, 發現號太空梭              | 国际空间站                                       | 国际空间站                                       | 2009年9月11日 STS-128, 發現號太空梭              | Delivery of experiments, logistics, and crew rotation                                                                                |
| 274 | 妮可·斯托特 (1) | 2009年8月28日 STS-128, 發現號太空梭              | 国际空间站 (远征20/远征21)                       | 国际空间站 (远征20/远征21)                       | 2009年11月27日 STS-129, 亞特蘭提斯號太空梭       | Delivery of experiments, logistics, and crew rotation                                                                                |
| 275 | 盖·拉利伯特 | 2009年9月30日 联盟TMA-16                         | 国际空间站                                       | 国际空间站                                       | 2009年10月11日 联盟TMA-14                        | First Canadian space tourist, 国际空间站机组人员轮换。                                                                               |
| 275 | 马克西姆·苏拉耶夫 (1) 杰弗里·威廉姆斯 (3)                                                                                         | 2009年9月30日 联盟TMA-16                         | 国际空间站 (远征21/远征22)                       | 国际空间站 (远征21/远征22)                       | 2010年3月18日 联盟TMA-16                         | First Canadian space tourist, 国际空间站机组人员轮换。                                                                               |
| 276 | 查尔斯·霍伯格 (3) 巴里·威尔莫尔 (1) 利兰·梅尔文 (2) 兰道夫·布列兹尼克 (1) 迈克尔·弗尔曼 (2) 罗伯特·撒切尔                         | 2009年11月16日 STS-129, 亞特蘭提斯號太空梭       | 国际空间站                                       | 国际空间站                                       | 2009年11月27日 STS-129, 亞特蘭提斯號太空梭       | 国际空间站组装 Delivery of 快速后勤舱 and 快速后勤舱                                                                                 |
| 277 | 奥列格·科托夫 (2) 蒂莫西·克里默 野口聪一 (2)                                                                                      | 2009年12月20日 联盟TMA-17                        | 国际空间站 (远征22/远征23)                       | 国际空间站 (远征22/远征23)                       | 2010年6月2日 联盟TMA-17                          | 国际空间站机组人员轮换。 |
| 278 | 乔治·扎木喀 (2) 特里·弗茨 (1) 凯瑟琳·哈娅 (2) 史蒂芬·罗宾逊 (4) 尼古拉斯·帕特里克 (2) 罗伯特·本肯 (2)                             | 2010年2月8日 STS-130, 奮進號太空梭               | 国际空间站                                       | 国际空间站                                       | 2010年2月22日 STS-130, 奮進號太空梭              | 国际空间站组装 Delivery of 宁静号节点舱 and 穹顶舱                                                                                   |
| 279 | 亚历山大·斯克沃尔佐夫 (1) 米哈伊尔·科尔尼延科 (1) 特雷西·考德威尔·戴森 (2)                                                        | 2010年4月2日 联盟TMA-18                          | 国际空间站 (远征23/远征24)                       | 国际空间站 (远征23/远征24)                       | 2010年9月25日 联盟TMA-18                         | 国际空间站机组人员轮换。 |
| 280 | 艾伦·波因德克斯特 (2) 詹姆斯·达顿 理查德·马斯特拉基奥 (3) 克莱顿·安德森 (2) 陶乐茜·梅特尔夫 斯蒂芬妮·威尔逊 (3) 山崎直子          | 2010年4月5日 STS-131, 發現號太空梭               | 国际空间站                                       | 国际空间站                                       | 2010年4月20日 STS-131, 發現號太空梭              | 国际空间站组装 Delivery of experiments and logistics                                                                                 |
| 281 | 肯尼斯·汉姆 (2) 多米尼克·安东内利 (2) 加勒特·里斯曼 (2) 米高·活特 (2) 斯蒂芬·鲍恩 (2) 皮尔斯·塞勒斯 (3)                           | 2010年5月14日 STS-132, 亞特蘭提斯號太空梭        | 国际空间站                                       | 国际空间站                                       | 2010年5月26日 STS-132, 亞特蘭提斯號太空梭        | Delivery of experiments Delivery of 晨曦号实验舱                                                                                     |
| 282 | 费奥多尔·尤尔奇欣 (3) 香农·沃克 (1) 道格·惠洛克 (2)                                                                               | 2010年6月15日 联盟TMA-19                         | 国际空间站 (远征24/远征25)                       | 国际空间站 (远征24/远征25)                       | 2010年11月26日 联盟TMA-19                        | 国际空间站机组人员轮换。 |
| 283 | 亚历山大·卡列里 (5) 奥列格·斯克里波奇卡 (1) 史考特·凱利 (3)                                                                       | 2010年10月7日 联盟TMA-01M                        | 国际空间站 (远征25/远征26)                       | 国际空间站 (远征25/远征26)                       | 2011年3月16日 联盟TMA-01M                        | 国际空间站机组人员轮换。 |
| 284 | 德米特里·孔德拉季耶夫 凯瑟琳·科尔曼 (3) 保羅·內斯波利 (2)                                                                         | 2010年12月15日 联盟TMA-20                        | 国际空间站 (远征26/远征27)                       | 国际空间站 (远征26/远征27)                       | 2011年5月24日 联盟TMA-20                         | 国际空间站机组人员轮换。 |